# Pescina
Pescina – miasto i gmina we Włoszech, w regionie Abruzja, w prowincji L’Aquila.
Według danych na rok 2004 gminę zamieszkiwało 4500 osób, 121,6 os./km².